# Trossingen
Trossingen est une ville d'Allemagne, située dans le Land de Bade-Wurtemberg, avec 16 007 habitants. On y trouve, entre autres, un conservatoire très réputé (la Hochschule für Musik Trossingen), un chemin de fer historique (Trossinger Eisenbahn) et le squelette d'un saurien (plateosaurus trossingensis). Trossingen est connue pour la fabrication des harmonicas et accordéons de la marque Hohner.

## La région
- Forêt-Noire
- lac de Constance
- sources du Danube et du Neckar

## Histoire
| Appartenances historiques Comté de Wurtemberg-Urach 1444-1482 Comté de Wurtemberg 1482-1495 Duché de Wurtemberg 1495-1803 Électorat de Wurtemberg 1803–1806 Royaume de Wurtemberg 1806–1918 République de Weimar 1918–1933 Reich allemand 1933–1945 Allemagne occupée 1945–1949 Allemagne 1949–présent |

## Jumelages
- Cluses (France)
- Beaverton (États-Unis)
- Windhoek (Namibie)